# اندازه‌گیری نادرست انسان
اندازه‌گیری نادرست انسان (به انگلیسی: The Mismeasure of Man) کتابی است که دیرینه‌شناس و زیست‌شناس تکاملی استیون جی گولد در سال ۱۹۸۱ منتشر کرده‌است. این کتاب در تاریخ علم و نیز در نقد روش‌های آماری و انگیزه‌های فرهنگی نهفته در جبر زیست‌شناختی است، این باور که «تفاوت‌های اجتماعی و اقتصادی بین گروه‌های انسانی - در درجه اول نژادها، طبقات و جنسیت‌ها - ناشی از تمایزات ارثی و ذاتی است و جامعه، از این نظر، بازتاب دقیق زیست‌شناسی است».
گولد استدلال می‌کند که فرض اولیه در جبر زیستی این است که «ارزش را می‌توان با اندازه‌گیری هوش به‌عنوان یک کمیت واحد به افراد و گروه‌ها نسبت داد». جبر زیستی در بحث جمجمه‌سنجی و تست روان‌شناختی، دو روش اصلی مورد استفاده برای اندازه‌گیری هوش به‌عنوان یک کمیت، تحلیل می‌شود. به گفته گولد، این روش‌ها دارای دو اشتباه بزرگ هستند. اولین مغالطه، شیءانگاری است که «تمایل ما به تبدیل مفاهیم انتزاعی به موجودیت‌ها» است. نمونه‌هایی از شیءسازی عبارتند از ضریب هوش (IQ) و عامل هوش عمومی (عامل g)، که سنگ بنای بسیاری از تحقیقات در مورد هوش انسانی بوده‌است. مغالطه دوم «رتبه‌بندی» است که «تمایل به ترتیب تغییرات پیچیده به‌عنوان یک مقیاس صعودی تدریجی» است.
این کتاب نقدهای مثبت بسیاری در مطبوعات ادبی و عامه‌پسند دریافت کرد، درحالی‌که استقبال جامعه علمی به‌شدت دوگانه بود. نقدهای مثبت بر نقد کتاب از نژادپرستی علمی، مفهوم هوش عمومی و جبر زیستی متمرکز بود، و منتقدان نیز، گولد را به عدم دقت تاریخی، استدلال نامشخص یا سوگیری سیاسی متهم کردند. اندازه‌گیری نادرست انسان برنده «جایزه حلقه ملی منتقدان کتاب» شد. یافته‌های گولد در مورد چگونگی اندازه‌گیری حجم جمجمه توسط محقق قرن نوزدهمی، ساموئل جورج مورتون، بحث‌برانگیز بود و الهام‌بخش چندین مطالعه در مورد ادعاهای او بود.
در سال ۱۹۹۶، نسخه دوم منتشر شد. این نسخه شامل دو فصل اضافی در نقد کتاب منحنی زنگوله‌ای (۱۹۹۴) چارلز موری و ریچارد هرنشتاین بود.

## نویسنده
استیون جی گولد (۱۹۴۱–۲۰۰۲) یکی از تأثیرگذارترین و پرخواننده‌ترین نویسندگان علم عامه نسل خود بود. او توسط عموم مردم به‌خاطر ۳۰۰ مقاله پرطرف‌دارش مانند در اندازه‌گیری نادرست انسان، در مجله تاریخ طبیعی شناخته شده بود. گولد در «علیه زیست‌شناسی اجتماعی» (1975) و «اسپاندرال‌های سن مارکو و پارادایم پانگلوسی» (۱۹۷۹)، از نظریه‌های بیولوژیکی رفتار انسان انتقاد کرد.

## خلاصه

### کرانیومتری

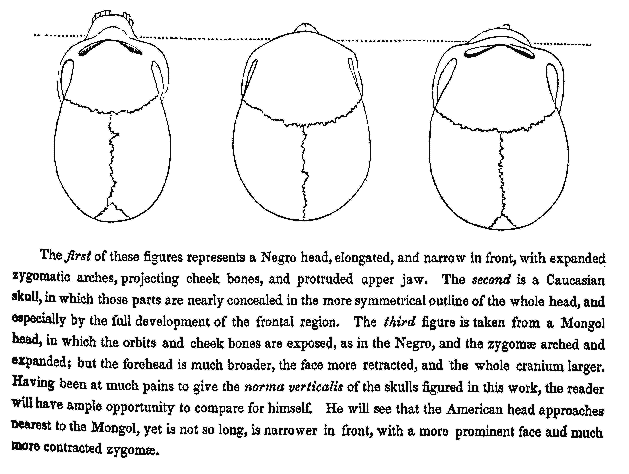
«گونه» انسان: «جمجمه یک سیاه‌پوست… یک جمجمه قفقازی… یک جمجمه مغول» نوشته اس جی مورتون (۱۸۳۹)

اندازه‌گیری نادرست انسان، تحلیلی انتقادی از آثار اولیه نژادپرستی علمی است که «نظریه هوش واحد، ذاتی و خطی قابل رتبه‌بندی» را ترویج می‌کند - مانند کرانیومتری، اندازه‌گیری حجم جمجمه و ارتباط آن با قوای فکری. گولد ادعا کرد که بسیاری از تحقیقات بیش‌تر بر اساس تعصبات نژادی و اجتماعی محققان بوده‌است تا عینیت علمی آن‌ها. در مواردی، محققینی مانند ساموئل جورج مورتون (۱۷۹۹–۱۸۵۱)، لوئی آگاسی (۱۸۰۷–۱۸۷۳)، و پل بروکا (۱۸۲۴–۱۸۸۰) مرتکب اشتباه روش‌شناختی شدند که اجازه دادند انتظارات پیشینی شخصی خود بر نتایج تحلیلی آن‌ها تأثیر بگذارد. استدلال گولد خاطرنشان کرد که وقتی مورتون برای به‌دست آوردن داده‌های حجم غدد درون‌ریز از استفاده از دانه پرنده، که کمتر قابل اعتماد بود، به ساچمه سربی روی آورد، میانگین حجم جمجمه تغییر کرد، اما این تغییرات در گروه‌های «نژادی» مورتون یکسان نبود. به اعتقاد گولد، به نظر می‌رسد که تعصب ناخودآگاه بر نتایج اولیه مورتون تأثیر گذاشته‌است.
ساختن سناریوهای قابل‌قبول آسان است. مورتون، با اندازه‌گیری دانه، یک جمجمه سیاه و سفید بسیار بزرگ را برمی‌دارد، آن را به آرامی پر می‌کند و چند تکان می‌دهد. بعد، یک جمجمه قفقازی بسیار کوچک را برمی‌دارد، به‌شدت تکان می‌خورد و با شست خود به فورامن مگنوم فشار می‌آورد. به‌راحتی و بدون انگیزه آگاهانه انجام می‌شود.
در سال ۱۹۷۷ گولد تجزیه و تحلیل خود را بر روی برخی از داده‌های حجم غدد درون‌ریز مورتون انجام داد و ادعا کرد که نتایج اولیه بر اساس اعتقادات پیشینی و استفاده انتخابی از داده‌ها است. او استدلال می‌کرد که وقتی سوگیری‌ها به‌حساب می‌آیند، فرضیه اصلی - ترتیب صعودی حجم جمجمه از سیاه‌پوستان گرفته تا مغول‌ها تا سفیدپوستان - توسط داده‌ها پشتیبانی نمی‌شود.

### تعصب و جعل

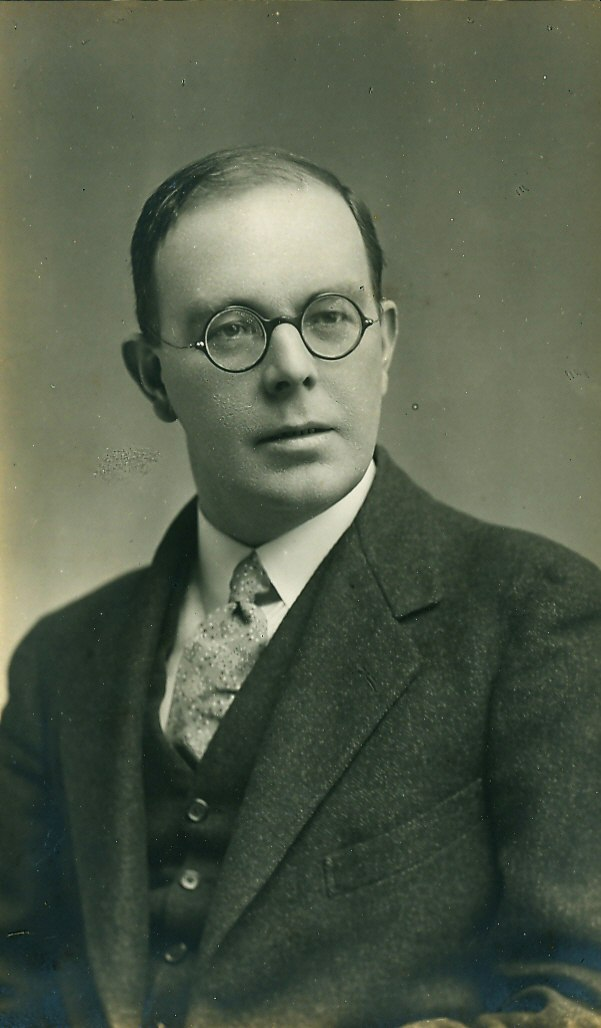
گولد از مطالعه لئون کامین استناد کرد که سیریل برت (در بالا) داده‌هایی ساختگی ساخته‌است.

اندازه‌گیری نادرست انسان، ارزیابی تاریخی مفاهیم بهره هوشی (IQ) و عامل هوش عمومی (عامل g) را ارائه می‌کند که معیارهایی برای هوش موردستفاده روان‌شناسان بوده و هستند. گولد پیشنهاد کرد که اکثر مطالعات روان‌شناختی به‌شدت مغرضانه بوده‌اند، با این باور که رفتار انسانی نژادی از مردم به بهترین وجه توسط وراثت ژنتیکی توضیح داده می‌شود. او به ماجرای برت، در مورد «مطالعات دوقلو» توسط سیریل برت (۱۸۸۳–۱۹۷۱) استناد می‌کند، که در آن برت ادعا می‌کند که هوش انسان قابلیت ارثی دارد.

### بهره هوشی، هوش عمومی، همبستگی آماری، و وراثت‌پذیری
گولد به‌عنوان یک زیست‌شناسی فرگشتی و تاریخ‌دان علم، تنوع زیستی (فرض انتقال هوش از طریق وراثت ژنتیکی) را پذیرفت، اما با جبر زیست‌شناختی مخالفت کرد، که معتقد است ژن‌ها سرنوشت اجتماعی قطعی و غیرقابل تغییری را برای هر مرد و هر زن و جامعه در زندگی تعیین می‌کنند. اندازه‌گیری نادرست انسان، تجزیه و تحلیلی از همبستگی آماری، ریاضیاتی است که توسط روان‌شناسان برای تعیین اعتبار آزمون‌های IQ و وراثت‌پذیری هوش به‌کار می‌رود. برای مثال، برای اثبات اعتبار این گزاره که IQ توسط یک عامل هوش عمومی (عامل g) پشتیبانی می‌شود، پاسخ‌های چندین آزمون توانایی شناختی باید به‌طور مثبت همبستگی داشته باشند؛ بنابراین، برای این‌که عامل g یک صفت قابل وراثت باشد، نمرات آزمون هوش پاسخ‌دهندگان با رابطه نزدیک باید بیش‌تر از نمرات آزمون هوش پاسخ‌دهندگان با رابطه دور مرتبط باشد. با این حال، همبستگی دلالت بر علیت ندارد. برای مثال، گولد گفت که معیارهای تغییرات، در طول زمان، در «سن من، جمعیت مکزیک، قیمت پنیر سوئیسی، وزن لاک‌پشت خانگی من، و میانگین فاصله بین کهکشان‌ها» همبستگی مثبت و بالایی دارند. با این حال، این همبستگی نشان نمی‌دهد که سن گولد به‌دلیل افزایش جمعیت مکزیک افزایش یافته‌است. یک همبستگی مثبت و بالا بین ضریب هوشی والدین و فرزند را می‌توان به‌عنوان مدرکی مبنی بر این‌که IQ به‌صورت ژنتیکی به ارث می‌رسد یا این‌که IQ از طریق عوامل اجتماعی و محیطی به ارث می‌رسد فرض کرد. علاوه بر این، از آن‌جایی که داده‌های آزمون‌های IQ می‌توانند برای استدلال اعتبار منطقی هر یک از گزاره‌ها - وراثت ژنتیکی و وراثت محیطی - اعمال شوند، داده‌های روان‌سنجی ارزش ذاتی ندارند.
گولد خاطرنشان کرد که اگر وراثت‌پذیری ژنتیکی IQ در یک گروه نژادی یا قومی قابل اثبات باشد، دلایل تفاوت‌های IQ در بین افراد یک گروه را توضیح نمی‌دهد یا اگر تفاوت‌های IQ گفته‌شده را می‌توان به محیط نسبت داد. به عنوان مثال، قد یک فرد به‌طور ژنتیکی تعیین می‌شود، اما تفاوت‌های قد در یک گروه اجتماعی خاص وجود دارد که می‌تواند به عوامل محیطی (مثلا کیفیت تغذیه) و به وراثت ژنتیکی نسبت داده شود. زیست‌شناس تکاملی ریچارد لوونتین، یکی از همکاران گولد، طرف‌دار این استدلال در رابطه با تست‌های هوش است. مثالی از سردرگمی فکری در مورد این‌که وراثت‌پذیری چیست و چگونه است، این جمله است: «اگر قرار بود همه محیط‌ها برای همه یکسان شوند، وراثت‌پذیری تا ۱۰۰ درصد افزایش می‌یابد زیرا همه تفاوت‌های باقی‌مانده در IQ لزوماً منشأ ژنتیکی خواهند داشت، که گولد گفت در بهترین حالت گمراه‌کننده و در بدترین حالت نادرست است. اولاً تصور دنیایی که در آن هر مرد، زن و کودکی در یک محیط بزرگ شوند، بسیار دشوار است، زیرا پراکندگی مکانی و زمانی آن‌ها بر روی سیاره زمین آن را غیرممکن می‌کند. دوم، اگر افراد در یک محیط بزرگ شوند، به‌دلیل تصادفی بودن رشد مولکولی و ژنتیکی، منشأ هر تفاوتی ژنتیکی نخواهد بود؛ بنابراین، وراثت‌پذیری معیاری برای تفاوت‌های فنوتیپی بین گروه‌های نژادی و قومی نیست، بلکه تفاوت‌های بین ژنوتیپ و فنوتیپ در یک جمعیت معین است.
علاوه بر این، او این گزاره را رد کرد که نمره IQ هوش عمومی (عامل g) یک فرد را اندازه می‌گیرد، زیرا آزمون‌های توانایی شناختی (تست‌های IQ) انواع مختلفی از سؤالات را ارائه می‌دهند و پاسخ‌ها تمایل به تشکیل خوشه‌هایی از زیرکی فکری دارند؛ یعنی سؤالات مختلف و پاسخ به آن‌ها، نمرات متفاوتی را به‌دست می‌دهد - که نشان می‌دهد آزمون هوش ترکیبی از آزمایش‌های مختلف از چیزهای مختلف است. به این ترتیب، گولد پیشنهاد کرد که طرف‌داران آزمون IQ وجود «هوش عمومی» را به‌عنوان یک کیفیت مجزا در ذهن انسان فرض کنند و داده‌های آزمون IQ را برای تولید یک عدد IQ تجزیه و تحلیل می‌کنند که هوش عمومی قطعی هر مرد و زن را تعیین می‌کند. از این رو، گولد عدد ضریب هوشی را به‌عنوان یک مصنوع اشتباه از ریاضیات آماری اعمال‌شده در داده‌های خام آزمون IQ رد کرد، به‌ویژه به این دلیل که داده‌های روان‌سنجی می‌توانند به‌طور متفاوتی تجزیه و تحلیل شوند تا نمرات ضریب هوشی متعددی تولید کنند.

## بازخورد

### ستایش
همان‌طور که گولد خاطرنشان می‌کند اکثر نقدهای اندازه‌گیری نادرست انسان مثبت بودند. ریچارد لوونتین، زیست‌شناس تکاملی مشهور که در دانشگاه شیکاگو و هاروارد سمت‌هایی داشت، نقدی درخشان از کتاب گولد در نشریه نقد کتاب نیویورک نوشت و بیش‌تر جنبه‌های گزارش آن را تأیید کرد و پیشنهاد کرد که ممکن است انتقاد از نیات نژادپرستانه دانشمندانی که مورد بحث او قرار می‌گیرد، حتی بیش‌تر از این هم بوده باشد؛ زیرا دانشمندان «گاهی اوقات دروغ‌های عمدی می‌گویند زیرا معتقدند که دروغ‌های کوچک می‌تواند در خدمت حقایق بزرگ باشند.» گولد می‌گوید که مثبت‌ترین بررسی اولین نسخه‌ای که توسط یک روان‌شناس نوشته شده‌است در مجله بریتانیایی روان‌شناسی ریاضی و آماری بوده‌است که گزارش می‌دهد «گولد خدمات ارزنده‌ای در افشای مبنای منطقی یکی از موارد انجام داده‌است. مهم‌ترین بحث‌ها در علوم اجتماعی است و خواندن این کتاب برای دانش‌آموزان و پزشکان به‌طور یکسان باید الزامی باشد.» در نیویورک تایمز، روزنامه‌نگار کریستوفر لمان هاوپت نوشت که نقد تحلیل عاملی «به‌طور قانع‌کننده‌ای نشان می‌دهد که چگونه تحلیل عاملی منجر به خطای اساسی در استدلال، اشتباه گرفتن همبستگی با علت، یا به بیان دیگر، از نسبت دادن عینیت کاذب به انتزاع می‌شود». مجله بریتانیایی ستردی ریویو این کتاب را به‌عنوان یک «مطالعه تاریخی نژادپرستی علمی» ستایش کرد و استدلال‌های آن «هم ناسازگاری‌های منطقی نظریه‌ها و هم سوءاستفاده از داده‌ها با انگیزه پیش‌داوری (هرچند ناخواسته) را در هر مورد نشان می‌دهد». در مجله امریکن مونتلی ریویو، ریچارد یورک و برت کلارک، جامعه‌شناس، تمرکز موضوعی کتاب را ستودند و گفتند که «گولد به‌جای تلاش برای نقدی بزرگ همه تلاش‌های «علمی» با هدف توجیه نابرابری‌های اجتماعی، ارزیابی مستدلی از این کتاب خطاهای زیربنای مجموعه خاصی از نظریه‌ها و ادعاهای تجربی انجام می‌دهد». نیوزویک به‌دلیل افشای علم مغرضانه و سوءاستفاده از آن، یک بررسی مثبت به آن داد. ماهنامه آتلانتیک و گزارش‌گر کلیدی فی بتا کاپا نیز این کتاب را مورد بررسی قرار دادند.

### جوایز
اولین نسخه کتاب اندازه‌گیری نادرست انسان برنده جایزه غیرداستانی «حلقه ملی منتقدان کتاب» شد. همچنین جایزه کتاب برجسته برای سال ۱۹۸۳ از سوی انجمن تحقیقات آموزشی آمریکا. ترجمه ایتالیایی در سال ۱۹۹۱ جایزه ایگلسیاس را دریافت کرد. و در سال ۱۹۹۸، کتابخانه مدرن آن را به‌عنوان بیست و چهارمین کتاب غیرداستانی انگلیسی زبان قرن بیستم رتبه‌بندی کرد. در دسامبر ۲۰۰۶، مجله دیسکاور، کتاب اندازه‌گیری نادرست انسان را به‌عنوان هفدهمین کتاب علمی برتر تمام دوران‌ها معرفی کرد.

### انتقاد
برنارد دیویس، پروفسور میکروبیولوژی در دانشکده پزشکی هاروارد، در بررسی کتاب اندازه‌گیری نادرست انسان، گفت که گولد یک مغالطه پهلوان‌پنبه‌ای را بر اساس اصطلاحات کلیدی نادرست تعریف کرد - به‌ویژه شی‌انگاری که با ارائه «انتخابی» آماری آن را پیش برد. و داده‌ها، همه بیش‌تر با انگیزه سیاست‌ورزی بودند تا علم. دیویس گفت که نقد کتاب ستایش‌آمیز فیلیپ موریسون دربارهٔ اندازه‌گیری نادرست انسان در ساینتیفیک آمریکن به این دلیل نوشته و منتشر شد که ویراستاران مجله «از مدت‌ها پیش مطالعه وراثت‌پذیری هوش را تهدیدی برای عدالت اجتماعی می‌دانستند». دیویس همچنین از مطبوعات عامه‌پسند و نقد کتاب‌های ادبی-ژورنالی «اندازه‌گیری نادرست انسان» انتقاد کرد. دیویس گولد را متهم کرد که تحقیق هنری اچ. گودار (۱۸۶۶–۱۹۵۷) دربارهٔ اطلاعات مهاجران یهودی، مجارستانی، ایتالیایی و روسی به ایالات متحده را نادرست معرفی کرده‌است، و در آن گولد عنوان کرده که گودار آن افراد را «ناتوان» معرفی کرده‌است. درحالی‌که، در جمله ابتدایی مطالعه، گودار گفت که افراد مورد مطالعه، اعضای غیرمعمول گروه‌های قومی خود بودند که به‌دلیل مشکوک بودن به هوش غیرعادی انتخاب شده بودند. دیویس همچنین استدلال کرد که گودار پیشنهاد کرده بود که ضریب هوشی پایین مردان و زنان باهوش غیرعادی که در آزمون توانایی شناختی شرکت کرده‌اند، احتمالاً از محیط‌های اجتماعی آن‌ها ناشی می‌شود نه از وراثت ژنتیکی مربوطه‌شان، و به این نتیجه رسید که «ممکن است فرزندانشان از هوش متوسطی برخوردار شوند و اگر درست تربیت شوند، شهروندان خوبی خواهند بود.» گولد در برخی از ادعاهای دیویس، در نسخه اصلاح‌شده کتاب در سال ۱۹۹۴ از مواضع خود عقب‌نشینی کرد. درحالی‌که دیویس استقبال از کتاب را در مجلات علمی منفی توصیف کرد، گولد استدلال کرد که از بیست و چهار بررسی کتاب دانشگاهی نوشته‌شده توسط متخصصان روان‌شناسی، چهارده مورد تأیید کرده‌اند، سه مورد نظرات متفاوت داده‌اند و هفت مورد از این کتاب رد شده‌اند.
روان‌شناس جان بی. کارول در بررسی خود از این کتاب گفت که گولد «ماهیت و هدف» تحلیل عاملی را درک نمی‌کند. آماردان دیوید جی. بارتولومئو، از مدرسه اقتصاد لندن، گفت که گولد در استفاده از تحلیل عاملی اشتباه کرد، و به‌طور نامربوطی بر مغالطه شی‌انگاری (انتزاعی به عنوان عینی) تمرکز کرد و اجماع علمی معاصر در مورد وجود هوش عمومی را نادیده گرفت.

### ستایش
- «شکوفایی به‌مثابه علم مثبت» نوشته ریچارد یورک و برت کلارک
- «ریشه‌های جبر زیستی» نوشته گارلند آلن، مجله تاریخ زیست‌شناسی
- «مقایسه نادرست انسان» نوشته مارتین ای. سیلورمن و ایلین سیلورمن، فصل‌نامه روان‌کاوی
- «تعیین نادرست انسان» نوشته جان اچ. لینهارد، NPR، موتورهای هوشمندی ما
- «هوش و برخی از آزمایش‌کنندگان آن» توسط فرانتس ساملسون، علم

### انتقاد
- «تأملاتی در مورد استفن جی گولد اندازه‌گیری نادرست انسان» بایگانی‌شده  در ۲۰۰۷-۰۸-۰۷ توسط Wayback Machine، توسط جان بی کارول
- «اقدامات نادرست گولد» بایگانی‌شده  در ۲۰۱۱-۰۷-۰۱ توسط Wayback Machine، توسط نشنال ریویو، جی فیلیپ راشتون
- «نژاد، هوش و مغز» نوشته جی فیلیپ راشتون
- «شکوفایی فسیل‌های علمی و افراد کاهی» اثر آرتور جنسن
- «نئولیسنکوئیسم، هوش و مطبوعات» نوشته برنارد دیویس، منافع عمومی

## برای مطالعه بیش‌تر
- گودفیلد، ژوئن (1981). «یک ذهن با اعداد توصیف نمی‌شود.» نقد کتاب نیویورک تایمز (۱ نوامبر): ۱۱.
- گولد، اس جی (1981). اندازه‌گیری نادرست انسان. نیویورک: نورتون و شرکت
- گولد، اس جی (1981). «خطای واقعی سیریل برت»
- گولد، اس جی (۱۹۸۴). «برابری انسانی یک واقعیت مشروط تاریخ است». تاریخ طبیعی ۹۳ (آبان): ۲۶–۳۳.
- گولد، اس جی (۱۹۹۴). «کرو بال: نقد و بررسی کرو بال» بایگانی‌شده  در ۲۰۰۹-۰۶-۱۵ توسط Wayback Machine، نیویورکر ۷۰ (۲۸ نوامبر): ۱۳۹–۴۹.
- گولد، اس جی (1995). «ارواح کرو بال گذشته». تاریخ طبیعی ۱۰۴ (بهمن): ۱۲۱۹.
- یانیک, آلن (1983). "اندازه‌گیری نادرست انسان". مجله اخلاق. 94 (1): 153–55. doi:10.1086/292523. S2CID 159990126.
- Junker, Thomas (1998). "Blumenbach's Racial Geometry" (PDF). Isis. 89 (3): 498–501. doi:10.1086/384075. S2CID 144161573.
- Kaplan, J. M.; Pigliucci, M.; Banta, JA (2015). "Gould on Morton, Redux" (PDF). Studies in History and Philosophy of Biological and Biomedical Sciences. 30: 1–10.
- Korb, K. B. (1994). "Stephen Jay Gould on Intelligence". Cognition. 52 (2): 111–23. CiteSeerX 10.1.1.22.9513. doi:10.1016/0010-0277(94)90064-7. PMID 7924200. S2CID 10514854.
- لیچ، سر ادموند (1982). "بررسی: اندازه‌گیری نادرست انسان". نیوساینتیست ۹۴ (۱۳ اردیبهشت): ۴۳۷.
- Lewis, J. E.;  et al. (2011). "The Mismeasure of Science: Stephen Jay Gould versus Samuel George Morton on Skulls and Bias". PLOS Biol. 9 (6): e1001071. doi:10.1371/journal.pbio.1001071. PMC 3110184. PMID 21666803.
- ویرایش‌های طبیعت. (2011). "میزان اندازه‌گیری نادرست برای اندازه‌گیری نادرست". طبیعت ۴۷۴ (۲۳ ژوئن): ۴۱۹.
- راویچ، دایان (۲۰۰۸). "عمل نادرست انسان". تفسیر ۷۳ (خرداد).
- رایش، یوگنی ساموئل (2011) "استفن جی گولد متهم به دروغ گویی اعداد" است. وبلاگ خبری طبیعت (۱۳ ژوئن)
- Sulloway, Frank (1997). "Still Mismeasuring Man". Skeptic. 5 (1): 84.
- وید، نیکلاس (2011). "دانشمندان صحت ادعای نژادپرستی را اندازه‌گیری می‌کنند". نیویورک تایمز (۱۳ ژوئن 2011): D4.
- Weisberg, Michael (2015). "Remeasuring Man" (PDF). Evolution & Development. 16 (3): 166–78. doi:10.1111/ede.12077. PMID 24761929. S2CID 10110412. Archived from the original (PDF) on 2015-11-17. Retrieved 2015-08-23.